# Allegro non troppo
Allegro non troppo è un film del 1976 a tecnica mista, in parte dal vero e in parte d'animazione, prodotto e diretto da Bruno Bozzetto.
Dichiaratamente ispirato al classico disneyano Fantasia, è composto da sei episodi animati (più un finale composto da diversi cortometraggi di pochi secondi), ciascuno accompagnato da un celebre brano di musica classica, inseriti in un film-cornice girato dal vero, in bianco e nero.

## Trama

### Il film dal vero

L'orchestra.

Il direttore d'orchestra (Néstor Garay)

In un teatro vuoto, un pomposo presentatore introduce un insolito spettacolo: mentre un direttore d'orchestra fa eseguire una serie di brani a un'improbabile orchestra improvvisata, formata da vecchiette in abiti Belle Époque prelevate da un ospizio, un disegnatore, tenuto incatenato per anni, ne realizza in tempo reale la versione animata.
Ma i rapporti tra il direttore e il disegnatore vanno via via deteriorandosi, perché il primo trova troppo tristi e deprimenti le creazioni dell'altro, tanto che insieme al presentatore decide di metterlo dell'umore giusto attraverso l'opera di una "professionista".
Nel frattempo in teatro cominciano a irrompere strane presenze, come un gorilla, dopo l'esecuzione del Bolero di Ravel, o il serpente, uscito dall'animazione dell'Uccello di fuoco di Stravinskij. Mentre il direttore d'orchestra ha la peggio con il gorilla e le vecchiette dell'orchestra fuggono dal serpente, il disegnatore tramuta se stesso e la ragazza delle pulizie in personaggi animati, Principe azzurro e Biancaneve, e vola via con lei.
Il presentatore, rimasto solo, è costretto a trovare un finale adatto per il film. Telefona a un mostruoso essere chiamato Franceschini perché lo cerchi in archivio, ma tutti quelli che fa passare sono uno peggiore dell'altro (un gatto catturato da una grande trappola per topi, un corridore fatto a pezzi dal fil di lana/lama del traguardo, un uomo costretto da un criceto a correre in una ruota, una escalation di violenze che porta alla distruzione della Terra, ecc.). Alla fine il presentatore comincia a pensare a un nuovo film, una storia d'amore con una donna e sette piccoli uomini...

### Gli episodi animati
- Preludio al pomeriggio di un fauno di Claude Debussy: in un mondo idilliaco ricco di dettagli e allusioni sessuali, un vecchio fauno cerca compagnia femminile ma, per quanto tenti di migliorare il proprio aspetto, è rifiutato dalle giovani ninfe ed è costretto a rimanere solo senza sapere che le colline su cui cammina sono il seno di una donna.
- Danza slava Op. 46 n° 7 di Antonín Dvořák: in una comunità di primitivi, un uomo decide di lasciare le caverne per costruirsi una capanna. Tutti gli altri però lo imitano e quando lui costruisce una casa moderna, lo imitano di nuovo. Per liberarsi della scomoda compagnia, verificato che gli altri continuano a imitare il suo comportamento anche quando compie gesti bizzarri, comincia a marciare a passo militare, prontamente seguito da tutti gli altri, e si butta oltre un dirupo, aggrappandosi a un ramo appena sotto il ciglio, convinto che gli altri lo seguiranno e cadranno nel vuoto. Ma nessuno precipita dietro di lui e quando risale per vedere cos'è successo, trova tutti gli altri disposti in fila a mostrargli il fondoschiena.
- Bolero di Maurice Ravel: dal liquido di una Coca-Cola abbandonata da un'astronave comincia l'evoluzione della vita, a partire da un brodo primordiale, attraverso creature delle forme più diverse tra cui una scimmia che si approfitta delle altre creature, fino ad arrivare all'uomo, che domina tutte le altre, ma che dentro di sé non è altro che quella scimmia.
- Valse triste di Jean Sibelius: un gatto si aggira per una casa in rovina, pensando malinconicamente ad un passato che non c'è più. I suoi ricordi (scene di vita familiare tra le pareti della grande casa) sembrano prendere vita e diventare realtà, accendendo le sue speranze, ma ogni volta nel giro di pochi istanti scompaiono, facendo ripiombare il povero animale in una devastata desolazione. In realtà anche il gatto non è altro che un ricordo del passato, destinato a svanire un attimo prima che la casa venga definitivamente abbattuta.
- Concerto in do maggiore RV 559 di Antonio Vivaldi: il tranquillo picnic di una metodica ape è disturbato da una coppia di innamorati che ha scelto quel prato per amoreggiare. Prima è costretta a spostarsi a causa dell'ombra creata dai loro corpi, poi è travolta dai due che si rotolano nell'erba, ma si prende la giusta rivincita pungendo l'uomo.
- L'uccello di fuoco di Igor' Stravinskij: come racconta la Genesi, Dio crea Adamo ed Eva e il serpente offre loro il frutto della conoscenza ma, inaspettatamente, entrambi lo rifiutano. Allora il serpente mangia il frutto e viene sprofondato in un mondo infernale, in balia dei demoni, che lo espongono agli aspetti peggiori della società consumistica contemporanea. Tornato infine nell'Eden da Adamo ed Eva, si libera di tutti i simboli della civilizzazione e striscia via.

## Produzione

Il presentatore (Maurizio Micheli)

L'idea del film nasce da un ascolto casuale del Bolero di Ravel, che diede a Bozzetto l'immagine di una crescita continua e incontrollata.
Bozzetto desiderava dare una risposta con una diversa mentalità, sensibilità e gusto all'illustre precedente costituito da Fantasia. Questo film doveva costituire un superamento ironico del modello, qualcosa di più e di diverso, a partire dai contenuti: ecologia, consumismo, sessualità, politica...
L'approccio ironico è dichiarato in apertura del film, con la retorica introduzione del presentatore («Signore e signori, state per assistere a uno spettacolo indimenticabile, a un film destinato all'immortalità, immortale come le musiche che verranno ora eseguite e interpretate a disegni animati. (...) Con questo film siamo finalmente riusciti a realizzare questa unione, disegni animati e musica classica, una coppia destinata a rimanere, ne siamo certi, nella storia del cinema. Un film nuovo, originale (...) dove potrete vedere la musica e ascoltare i disegni, in una parole un film pieno di... fantasia.»), il quale riceve perfino una telefonata da Hollywood che rivela che un film simile è già stato realizzato svariati anni prima da un americano, chiamato Frisney, Prisney o forse Grisney...
Allegro non troppo si distingue nettamente dall'opera americana perché la musica serve da sfondo per le storie che vengono narrate nei singoli episodi. Come racconta lo stesso autore «Ho visto dodici volte Fantasia. Disney ha dato un'illustrazione essenzialmente grafica della musica, mentre io ho cercato di raccontare delle storie. (...) È molto più difficile realizzare una storia seguendo la musica che non abbandonarsi alla fantasia grafica.»

### Episodi animati

Il disegnatore (Maurizio Nichetti).

Gli episodi animati sono stilisticamente molto diversi.
La realizzazione di questo film ha coinvolto molti importanti disegnatori dell'epoca, che hanno potuto sfruttare al massimo il proprio tratto personale, offrendo il miglior contributo creativo in totale libertà. Si è trattato di un'operazione unica e irripetibile e il senso di liberazione e divertimento offerti agli animatori da Allegro non troppo è esemplificato dal piccolo scherzo costituito dalla "morte" del Signor Rossi (un foglio su cui è disegnato brucia fino a farlo scomparire), il personaggio che rappresentava i limiti dell'"arte animata" costretta a lavoro seriale.
La maggior parte del lavoro di animazione è stato realizzato dallo studio RDA70, in particolare da Walter Cavazzuti e Giovanni Ferrari.
Lo stesso Bozzetto ha animato da solo, quasi come un gioco personale, l'episodio della Danza slava n° 7 di Dvořák, il più semplice ed essenziale del film.
L'episodio del Bolero di Ravel, attorno a cui si è sviluppato il film, è stato il più complesso e ha richiesto due anni di lavorazione. Uno dei collaboratori racconta di aver lavorato mesi solo per la campitura dei viticci.
L'episodio del Valzer triste di Sibelius non solo si basa su un'esperienza personale di Bozzetto (il gatto che si aggira per le rovine di una casa è ispirato a quello di sua moglie, che scappò dalla loro nuova casa per tornare in quella vecchia oramai abbattuta per far posto a un condominio) ma i ricordi del felino sono rappresentati con riprese dal vero che mettono in scena i suoi figli, sua moglie e lui stesso, sulla sedia a dondolo.
Per l'episodio del Concerto in do maggiore di Vivaldi è stata utilizza la tecnica del rotoscopio: i personaggi umani sono stati prima ripresi dal vero e poi ricalcati.
L'episodio dell'Uccello di fuoco di Stravinskij è stato realizzato da Manuli, ma contiene anche riprese dal vero di Bozzetto, che ha filmato i cartelloni pubblicitari di Piazza Duomo a Milano per dare l'idea della civiltà consumistica, e una sequenza (la creazione dell'uomo) di animazione a passo uno con la plastilina realizzata dallo studio Master.

### Il film dal vero

#### Sceneggiatura
L'idea originaria, piuttosto vicina al modello Fantasia, era di coinvolgere una vera orchestra e di imbastire una serie di gag sui vari musicisti. Ma si trattava di qualcosa di già visto (fatto per esempio da Jerry Lewis e Marty Feldman) e non abbastanza nello spirito desiderato per il film. L'idea improbabile dell'orchestra composta da vecchiette vestite come ballerine permise al film di acquisire invece un'aria fuori dal tempo.
Il rapporto fra il disegnatore e il direttore d'orchestra richiama quello tra Stanlio e Ollio e una sequenza di reciproci dispetti cita esplicitamente la comicità slapstick della celebre coppia.

#### Riprese
Il film dal vero richiese 3-4 giorni di riprese, all'interno del Teatro Gaetano Donizetti di Bergamo.
Fin dall'inizio Bozzetto aveva deciso di creare un netto stacco fra il film dal vero e le parti animate. Per questo per le riprese dal vero scelse una fotografia in bianco nero datata, molto contrastata.

#### Cast
Maurizio Nichetti, assistente regista oltre che interprete del film dal vero, ha portato con sé in Allegro non troppo amici quali Maurizio Micheli, compagno di studi al Piccolo Teatro di Milano, e colleghi della compagnia Quelli di Grock, quali Angela Finocchiaro, poco più che ventenne nascosta nell'orchestra di vecchiette, e Jolanda Cappi, la vecchietta che balla il charleston con il disegnatore. Anche nel costume da gorilla si nasconde un membro della compagnia.

## Distribuzione
Il film non è riuscito a trovare una distribuzione cinematografica in Italia per ben tre anni. Quando lo presentò alla Cineriz, Bozzetto si sentì rispondere che il film era bellissimo, ma non aveva un pubblico a cui essere indirizzato. Il film stava riscuotendo grande successo negli Stati Uniti, dove uscì il 27 ottobre 1976, e anche in Francia, Svezia e Regno Unito.
Solo dopo cinque mesi di proiezioni un produttore italiano che lo aveva visionato si dimostrò entusiasta e disposto a distribuirlo in patria, dove uscì il 22 dicembre 1977.

## Riconoscimenti
- 1976 - Premio Referendum della Critica
- 1978 - David di Donatello
  - David speciale